# Brunfladdermöss
Brunfladdermöss (Nyctalus) är ett släkte av fladdermöss som beskrevs av Bowdich 1825. Nyctalus ingår i familjen läderlappar.

## Utseende
Dessa fladdermöss blir 50 till 100 mm långa (huvud och bål) och har en 35 till 65 mm lång svans. Underarmarnas längd är 40 till 70 mm. Vikten för stor fladdermus (Nyctalus noctula) anges med 15 till 40 g. De andra arterna är ungefär lika tunga. Arternas päls är oftast mörkbrun på ryggen och ljusare brun på undersidan. Brunfladdermöss har ganska korta öron med en broskig flik (tragus) som liknar en klubba i formen. I överkäken finns två framtänder per sida och i underkäken förekommer tre framtänder per sida. Antalet premolarer på varje sida i över- och underkäken är två. Bara en liten del av svansens spets är inte inbäddad i svansflyghuden.

## Ekologi
Habitatet utgörs främst av skogar men jakten sker ofta över öppna landskap. Flera arter kan anpassa sig till människans kulturlandskap. Individerna vilar i trädens håligheter, i grottor och i byggnader. De flesta arter är aktiva på natten men Nyctalus azoreum kan även vara dagaktiv. De jagar olika insekter som skalbaggar, flygande myror och nattfjärilar. Stor fladdermus fångar ibland husmus (Mus musculus).
Stor fladdermus och Leislers fladdermus utför före och efter vintern längre vandringar. Honor kan para sig under hösten och under våren men de har bara en kull per år. Per kull föds vanligen en eller två ungar, sällan tre. Före ungarnas födelse bildar honor stora kolonier med upp till 400 medlemmar. Ibland får ungen di av en annan hona. Efter 6 till 7 veckor slutar modern med digivning. Vissa honor blir könsmogna tre månader efter födelsen. Hos hanar infaller könsmognaden under andra levnadsåret.

## Arter
Arter enligt Wilson & Reeder (2005) och IUCN:
- Nyctalus aviator, Kina, Koreahalvön, Japan.
- Nyctalus azoreum, Azorerna.
- Nyctalus furvus, norra Japan.
- Nyctalus lasiopterus, Europa, norra Afrika.
- Leislers fladdermus (Nyctalus leisleri), Europa, norra Afrika, centrala Asien.
- Nyctalus montanus, Himalaya, östra Afghanistan.
- Stor fladdermus (Nyctalus noctula), Eurasien.
- Nyctalus plancyi, östra Kina, Taiwan.

## Bildgalleri

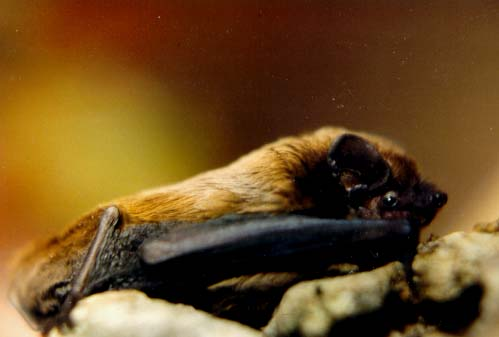
Nyctalus leisleri
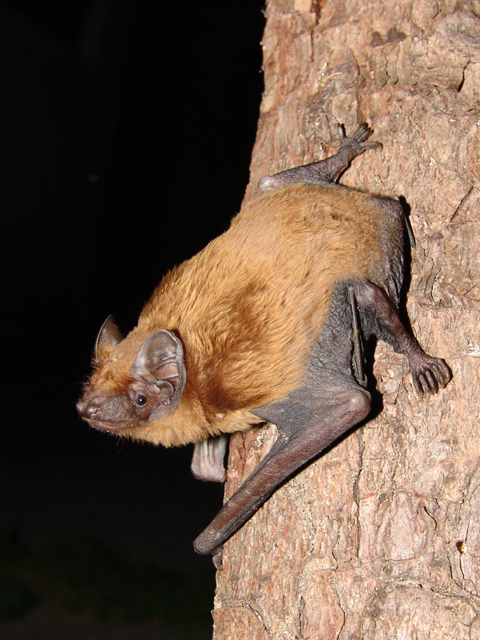
Stor fladdermus
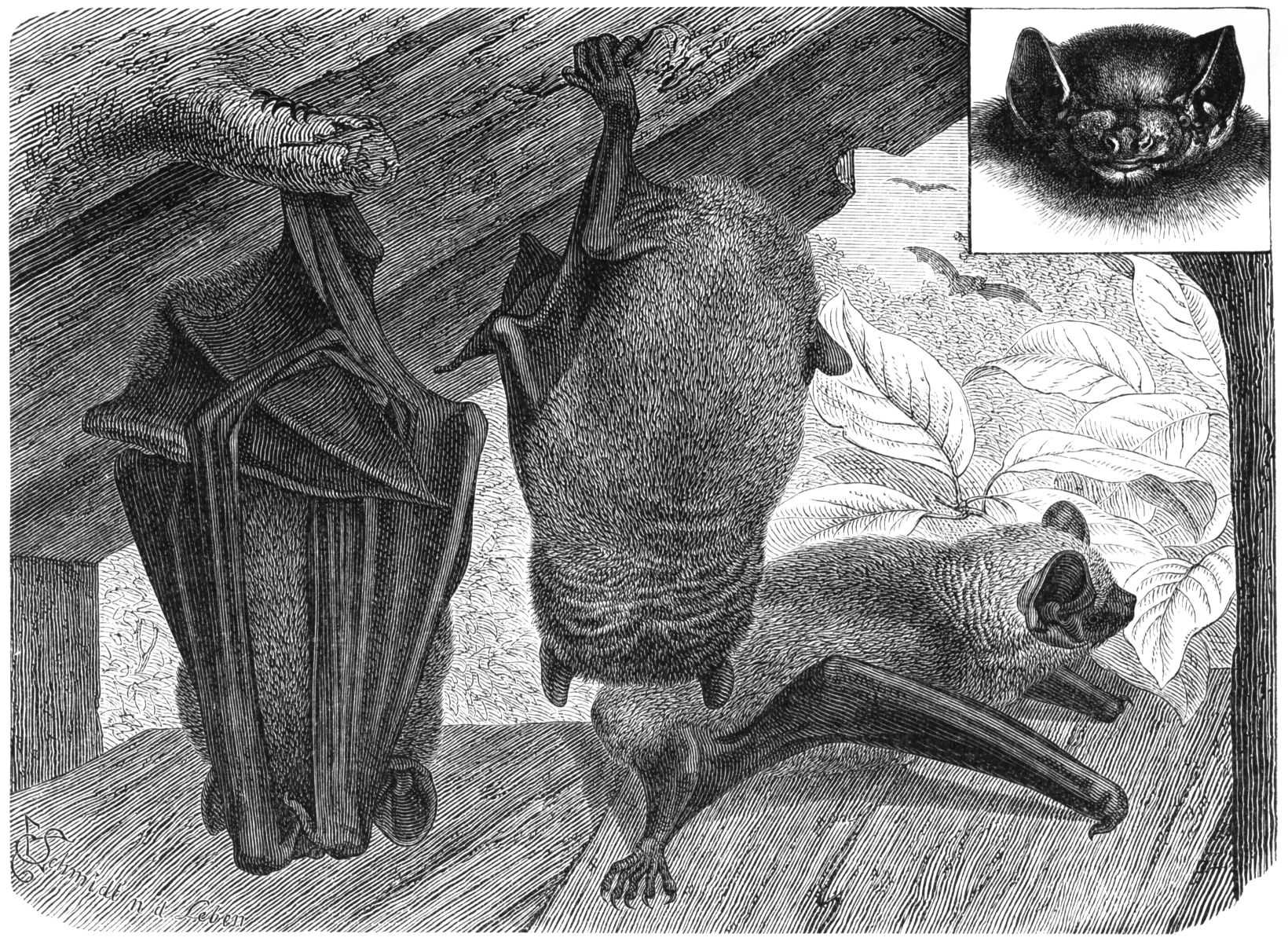
Stor fladdermus